# Hágalo usted mismo
«hágalo usted mismo» o «hazlo tú mismo», abreviado como HUM, HTM o DIY (esto último por sus siglas en el idioma inglés do it yourself), es la práctica de la fabricación o reparación de objetos por uno mismo, generalmente se utiliza para ahorrar dinero, pues así se obtienen múltiples beneficios: se desarrolla una actividad manual interesante y motivadora, y al mismo tiempo se aprende con la práctica, se logran manualidad y destrezas, se combaten el aburrimiento, el malhumor, el tedio, y el cansancio, sin causas aparentes claras, etc.
La ética del do it yourself en muchos casos se asocia al anticapitalismo, ya que rechaza la idea de tener que comprar las cosas que uno desea o necesita, intentando hacerlas por uno mismo. Se trata de un movimiento contracultural. Hay muchos ejemplos del uso de esta filosofía. Entre otros, se encuentran las reparaciones que alguien hace en su casa sin la necesidad de tener que recurrir a profesionales como fontaneros o electricistas.
Esta práctica ha sido heredada por otros movimientos musicales y contraculturales, tales como en el nacimiento del punk rock y el movimiento punk en los años 70 en Estados Unidos e Inglaterra, el hardcore punk a inicio de los años 80 y el indie y contraculturas denominadas germinativas.

## Músicos DIY
Muchos músicos de instrumentos eléctricos (guitarras y bajos principalmente) fabrican sus propios pedales de efectos, amplificadores o incluso sus instrumentos. Otros, en cambio, renuncian directamente a usarlos y se sirven de instrumentos de más fácil adquisición o manejo, por ejemplo acústicos, como ocurre con grupos punk como Jonathan Richman & The Modern Lovers o Violent Femmes.
También se habla de DIY para referirse a aquellos músicos que graban con sus propios medios, con presupuesto reducido, autogestionan sus actuaciones, autopromocionan su música, venden su obra, etc.

## Como estrategia de marketing
Aunque parece que el concepto tiene una gran implicación de autogestión, también ha sido muy promocionado como estrategia para dar salida a otros productos que podrían dejar de venderse o ampliar los mercados de ciertos productos.
El hecho de hacerlo uno mismo también suele tener implicaciones mercantiles, pues muchas materias primas tienen que adquirirse en el mercado aumentando las ventas. Hay dos tipos de consumo: uno industrial y otro casero, con lo que se consigue multiplicar el consumo de manera exponencial.
Como ejemplo evidente, el hecho de fabricar energía propia para no depender de la red eléctrica y tener electricidad propia de forma más o menos artesanal, quiere decir producir más placa, más acumuladores, más inversores, aparte de los de una eventual gran planta de producción para obtener muy poco rendimiento adicional.

## Grupos y publicaciones

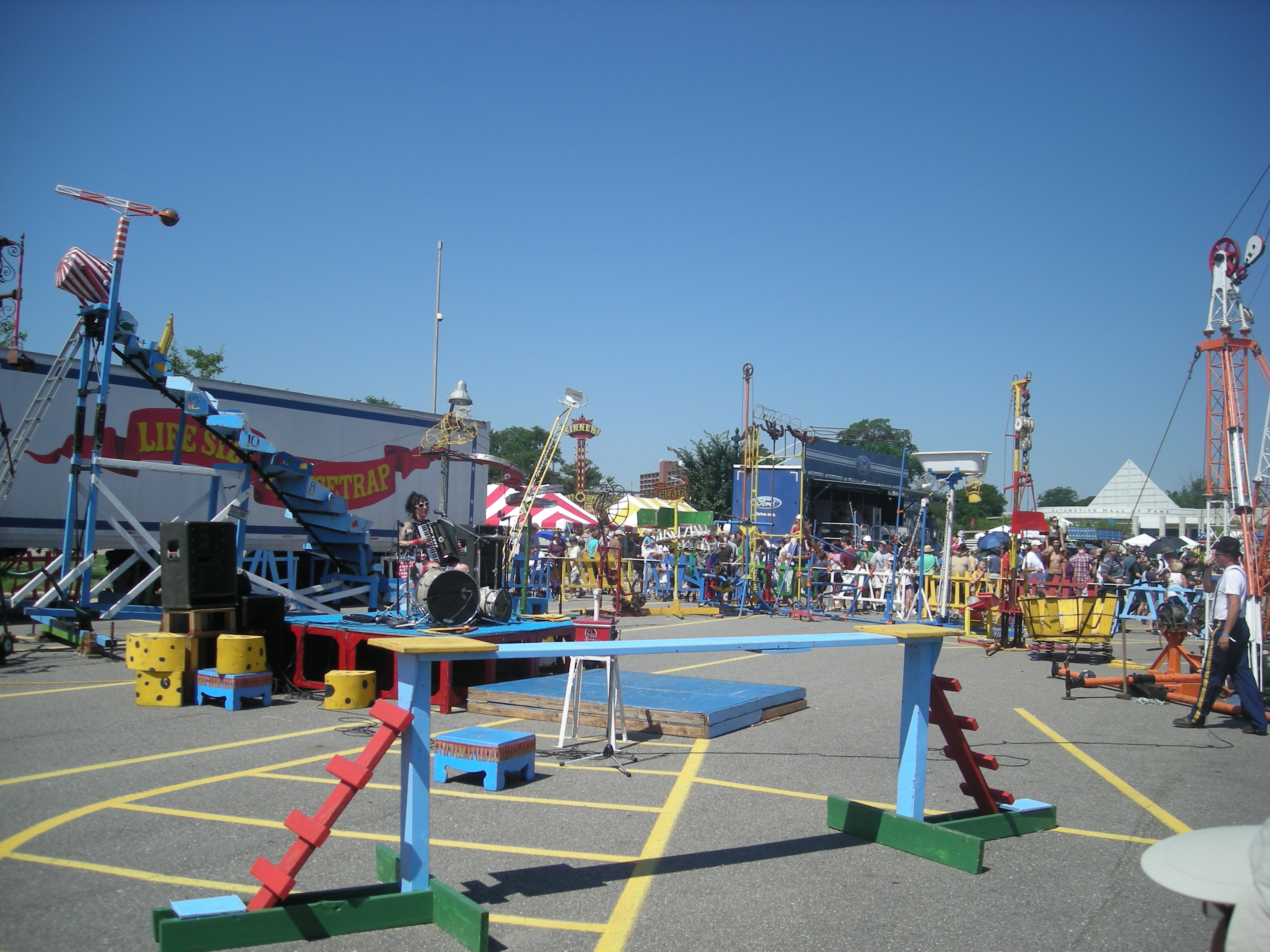
Pasarela de equilibrio en Maker Faire Detroit 2011 (Museo Henry Ford en Dearborn, Míchigan, Estados Unidos).

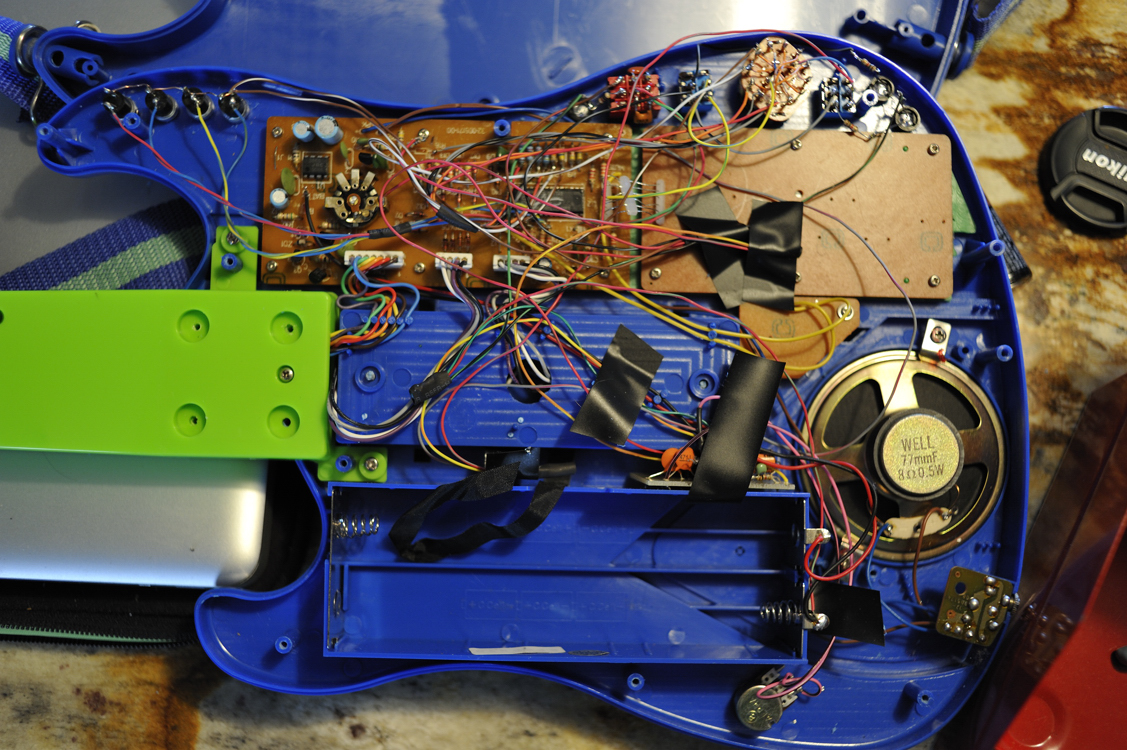
Circuitería de la guitarra electrónica digital Kawasaki de Remco (empresa estadounidense de juguetes fundada en 1940 y absorbida por Bankruptcy en 1971); como referencia, se tiene en el sitio que seguidamente se indica, un vídeo en donde se puede escuchar el sonido de esta guitarra: circuit bent.

Publicaciones y sitios web enfocados en contenido DIY y/o en artesanías, incluyendo:
- Bazaar Bizarre
- Craft
- Craftster
- CrimethInc.
- DestiSnation DIY
- HometalSk
- InstrucDtables
- LifehacDker
- LOOKMUMNOCOMPUTER
- Make
- Maker FaiSeD
- Microcosm Publishing
- Craft
- Popular Mechanics
- ReadyMade
- TechShop